# 加泰罗尼亚荣耀广场

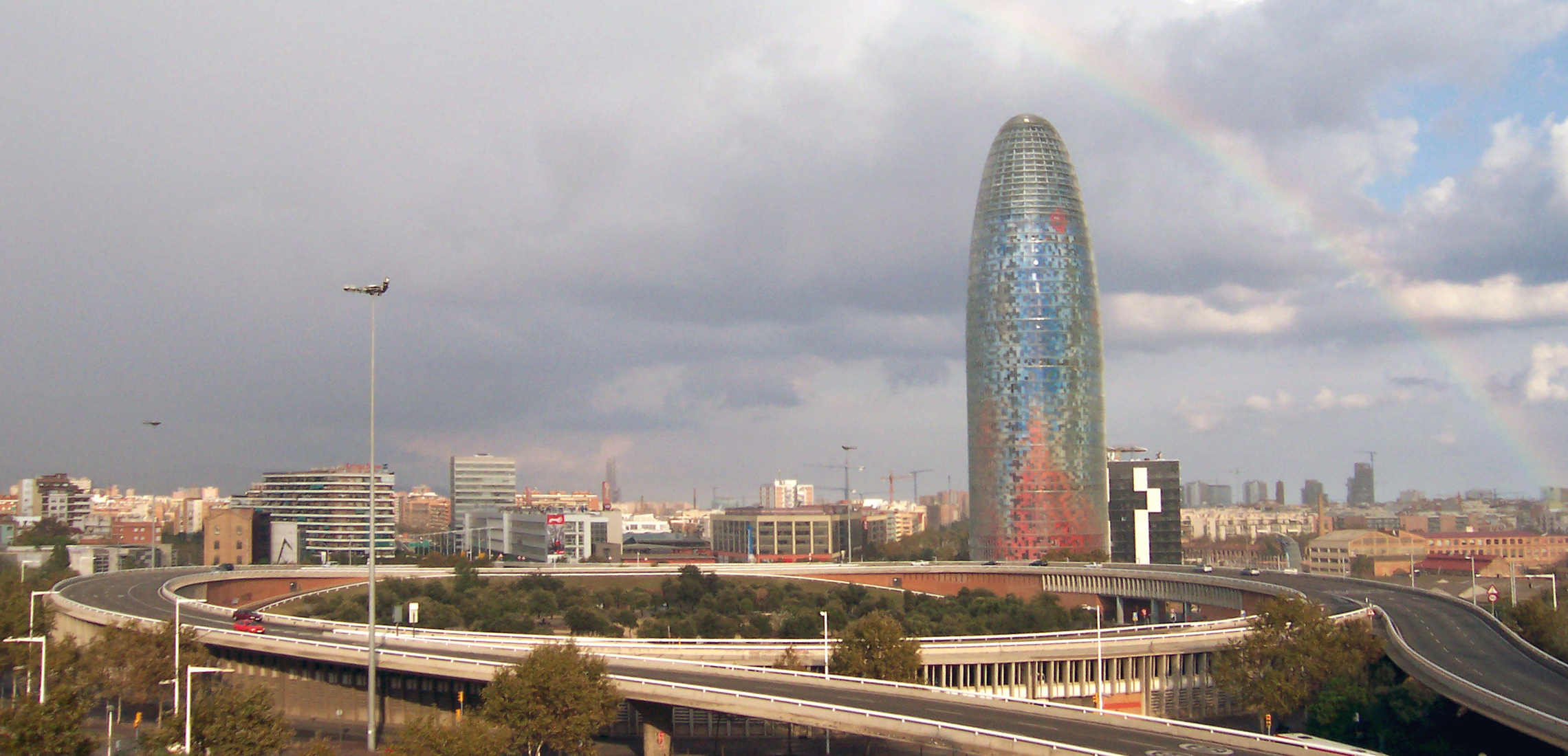

加泰罗尼亚荣耀广场（Plaça de les Glòries Catalanes，加泰隆尼亞語發音：[ˈplasə ðə ləz ˈɣlɔɾiəs kətəˈlanəs]), 是巴塞罗那的一个大型广场，最初由 Ildefons Cerdà 设计，在他最初的城市规划中作为市中心，但现在被降格为较为次要的地位。它位于圣马提区，毗邻扩展区, 该市最重要的三条干道交汇于此: 对角线大道、子午线大道和加泰罗尼亚议会大道。现在，它主要作为环形高架路使用。然而，从21世纪初开始，到2007年，荣耀广场改造项目已经开始，该项目旨在使广场在巴塞罗那发挥新的作用，并且振兴该市的北部地区，名为22@。这些计划补充了萨格拉拉和世界文化论坛（Fòrum）区域的其他大规模计划。这个项目的第一部分是建造有争议的阿格巴塔摩天大厦。

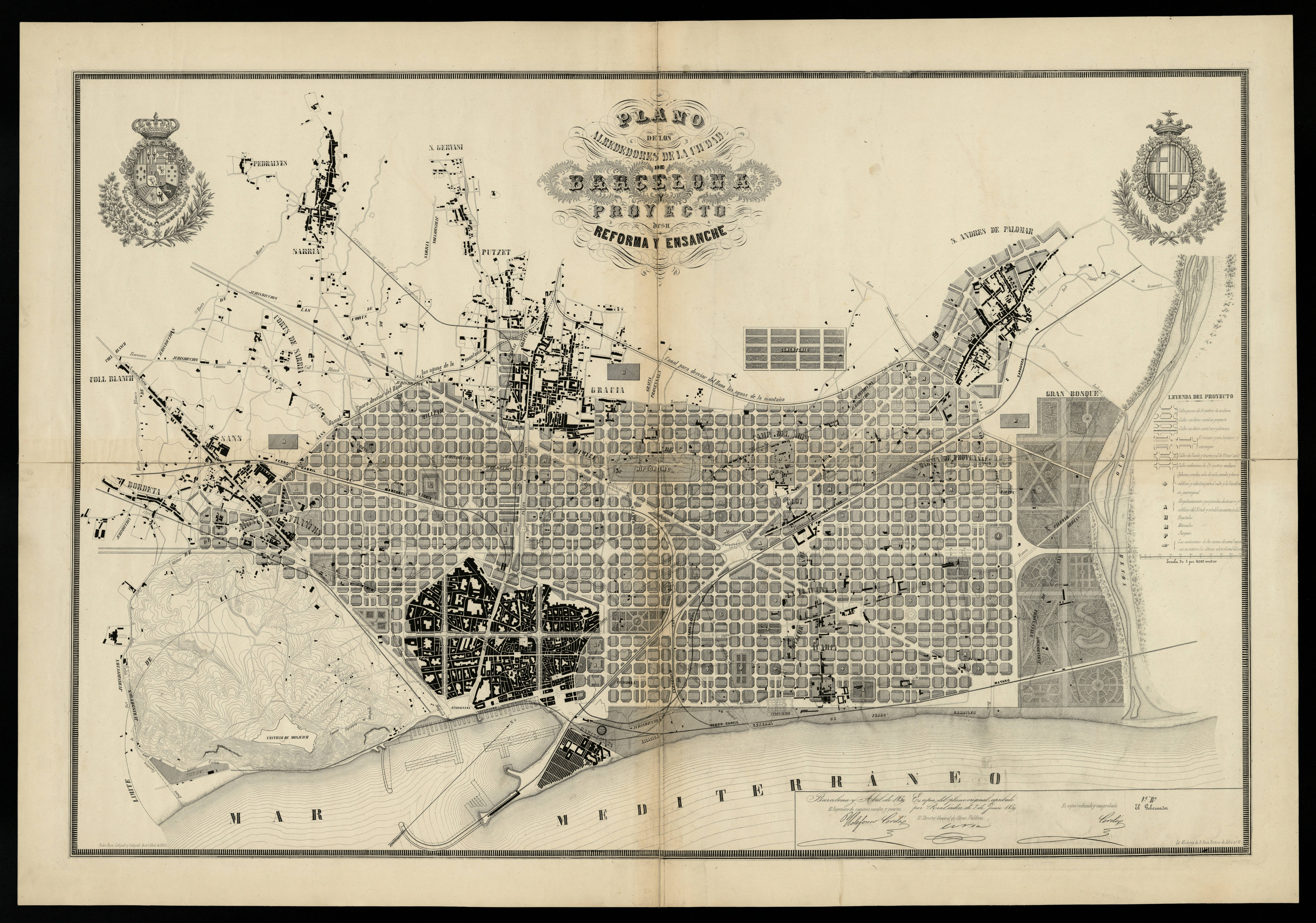

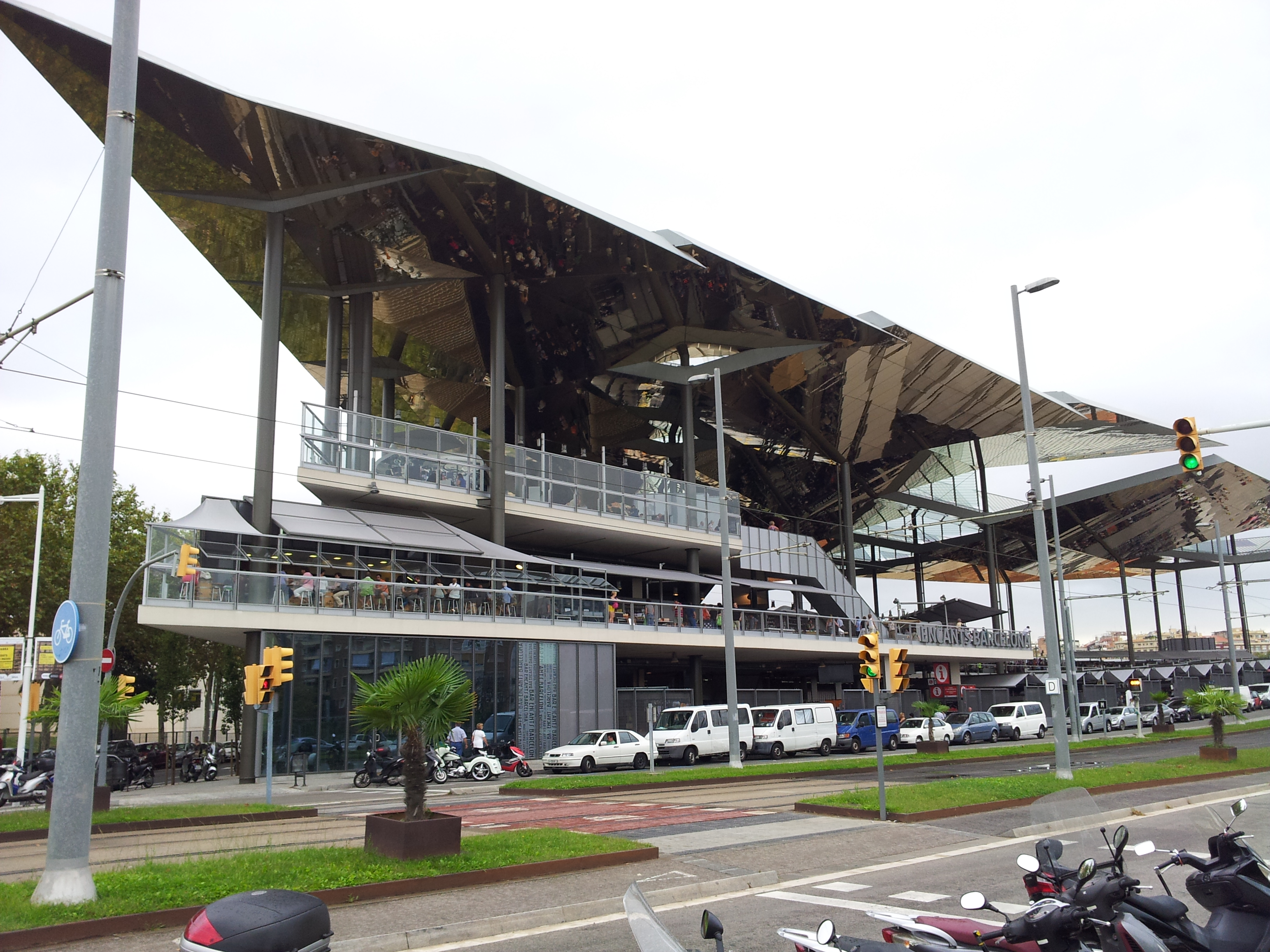

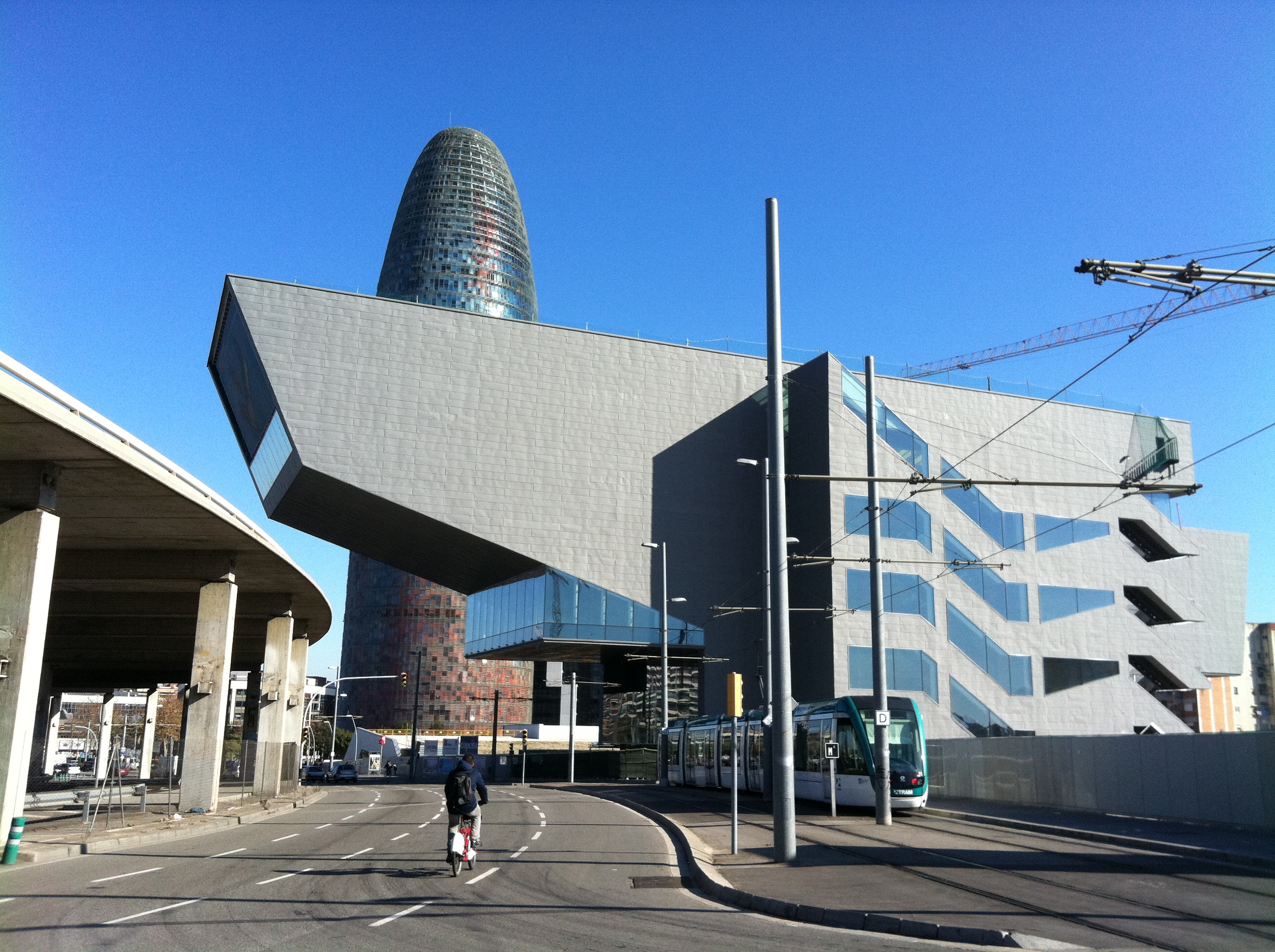